# Хоробат

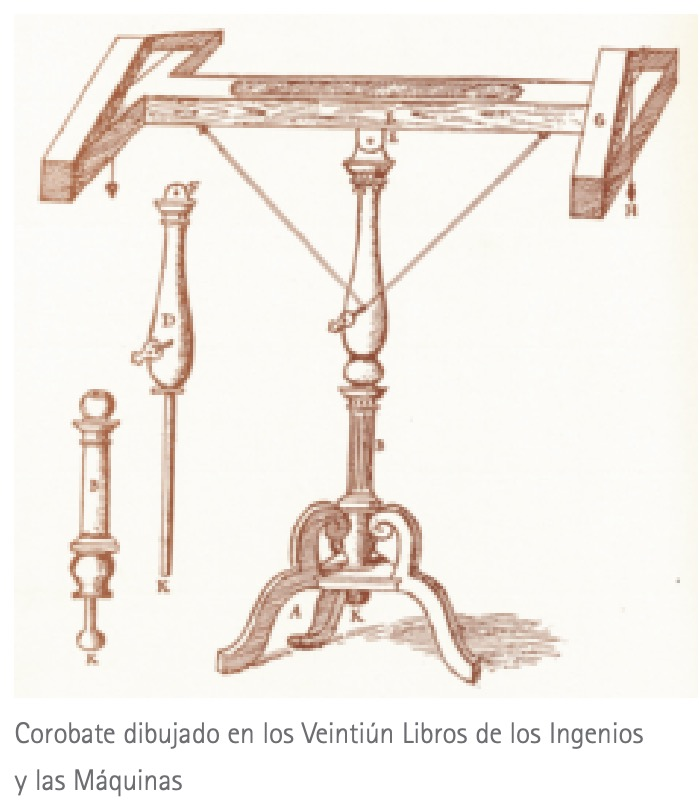
Реконструкція хоробату Джанелло делла Торре у «Двадцять одній книзі техніки та машин»

Хоробат — інструмент у Стародавньому Римі для проведення нівелювання.
Використовувався при будівництві акведуків, мостів та тунелів.
Описаний у Вітрувія в його Книгах про архітектуру (книга VIII), але ні креслень, ні самих хоробатів не збереглося.
Інструмент був лінійкою завдовжки 20 футів (близько 6 м).
Біля кінців її знаходяться точно вирівняні один з одним вертикальні ніжки, врізані під прямим кутом до лінійки.
Під лінійкою та між ніжками прикріплювалися рейки з точно проведеними на них вертикальними лініями.
Над кожною такою рейкою з лінійки звисали виски. Положення хоробату, при якому виски рівно і однаково торкались проведених ліній, вказувало на горизонтальну установку приладу.
Крім того, для проведення нівелювання у вітряну погоду (коли неможливе застосування висків) на верхній грані хоробату був жолобок довжиною п'ять футів (близько 1,5 метра), шириною в один дюйм (2,5 см) і глибиною в півтора дюйма (3,7 см), в який наливали воду.
Рівномірне торкання водою країв жолобка вказувало на горизонтальну установку приладу
.